# Роберто Фонтаніні
Роберто Фонтаніні (італ. Roberto Fontanini, нар. 29 травня 1962, Вімодроне) — італійський футболіст, що грав на позиції захисника, зокрема за «Монцу», а також юнацьку збірну Італії.

## Клубна кар'єра
Народився 29 травня 1962 року в місті Вімодроне. Вихованець футбольної школи клубу «Інтернаціонале». З 1980 року почав залучатися до складу головної команди міланського клубу, проте в іграх першості за неї так й не дебютував.
Основну частину кар'єри провів здебільшого у Серії B у складі «Монци», кольори якої захищав протягом 1981–1990 років.
Згодом протягом 1990—1991 років провів декілька матчів за «Варезе», після чого у 29-річному віці оголосив про завершення професійної футбольної кар'єри.

## Виступи за збірну
1981 року захищав кольори юнацької збірної Італії (U-20), у складі якої був учасником тогорічної молодіжної першості світу, на якій Фонтаніні взяв участь в усіх трьої іграх, а італійці не змогли подолати груповий етап.